# Cinna
- Commons
- Wikispecies

Cinna L. é um género botânico pertencente à família Poaceae, subfamília Pooideae, tribo Aveneae.
O gênero apresenta aproximadamente 35 espécies. Ocorrem na Europa, Ásia,América do Norte e América do Sul.
Na classificação taxonômica de Jussieu (1789), Cinna é um gênero botânico,  ordem  Gramineae,  classe Monocotyledones com estames hipogínicos.

## Sinônimos
- Abolla Adans. (SUS)
- Blyttia Fr. (SUH)
- Cinnastrum E.Fourn.

## Espécies
- Cinna arundinacea L.
- Cinna bolanderi Scribn.
- Cinna glomerata Walter
- «Lista completa»

## Classificação do gênero
| Sistema | Classificação                   | Referência               |
| ------- | ------------------------------- | ------------------------ |
| Linné   | Classe Monandria, ordem Digynia | Species plantarum (1753) |